# Coppa Europa di lanci 2021
La Coppa Europa di lanci 2021 è stata la XX edizione della Coppa Europa di lanci, disputatasi l'8 e 9 maggio 2021 a Spalato, in Croazia.

## Risultati

### Uomini
| Gara                   | Oro                 | Misura  | Argento              | Misura  | Bronzo           | Misura  |
| ---------------------- | ------------------- | ------- | -------------------- | ------- | ---------------- | ------- |
| Getto del peso         | Andrei Rares Toader | 20,83 m | Francisco Belo       | 20,47 m | Scott Lincoln    | 20,25 m |
| Lancio del disco       | János Huszák        | 65,35 m | Guðni Valur Guðnason | 63,66 m | Marek Bárta      | 63,33 m |
| Lancio del martello    | Eşref Apak          | 75,99 m | Chris Bennett        | 75,36 m | Yann Chaussinand | 74,54 m |
| Lancio del giavellotto | Johannes Vetter     | 91,12 m | Andrian Mardare      | 86,66 m | Pavel Mjaleška   | 82,55 m |

### Donne
| Gara                   | Oro              | Misura  | Argento          | Misura  | Bronzo              | Misura  |
| ---------------------- | ---------------- | ------- | ---------------- | ------- | ------------------- | ------- |
| Getto del peso         | Sara Gambetta    | 18,86 m | Alëna Dubickaja  | 18,79 m | Emel Derelı         | 18,29 m |
| Lancio del disco       | Liliana Cá       | 62,80 m | Irina Rodrigues  | 62,79 m | Shanice Craft       | 62,05 m |
| Lancio del martello    | Malwina Kopron   | 72,82 m | Anita Włodarczyk | 72,37 m | Alexandra Tavernier | 70,55 m |
| Lancio del giavellotto | Maria Andrejczyk | 71,40 m | Christin Hussong | 66,44 m | Taccjana Chaladovič | 62,88 m |

### Uomini under 23
| Gara                   | Oro                    | Misura  | Argento             | Misura  | Bronzo          | Misura  |
| ---------------------- | ---------------------- | ------- | ------------------- | ------- | --------------- | ------- |
| Getto del peso         | Dzmitryj Karpuk        | 19,99 m | Odysseas Mouzenidis | 19,81 m | Alperen Karahan | 19,48 m |
| Lancio del disco       | Jaŭhenij Bahucki       | 64,37 m | Giorgos Koniarakis  | 59,31 m | Tom Reux        | 58,11 m |
| Lancio del martello    | Christos Frantzeskakis | 75,10 m | Dawid Piłat         | 71,29 m | Rúben Antunes   | 71,05 m |
| Lancio del giavellotto | Teura'itera'i Tupaia   | 80,46 m | Pavel Sasimovič     | 77,23 m | Topias Laine    | 76,84 m |

### Donne under 23
| Gara                   | Oro              | Misura  | Argento               | Misura  | Bronzo                     | Misura  |
| ---------------------- | ---------------- | ------- | --------------------- | ------- | -------------------------- | ------- |
| Getto del peso         | Pinar Akyol      | 17,65 m | Axelina Johansson     | 17,50 m | Katrin Brzyszkowská        | 15,62 m |
| Lancio del disco       | Özlem Becerek    | 57,02 m | Amanda Ngandu-Ntumba  | 55,48 m | Annesofie Hartmann Nielsen | 54,21 m |
| Lancio del martello    | Cecilia Desideri | 63,99 m | Katrine Koch Jacobsen | 63,67 m | Maryola Bukel              | 63,55 m |
| Lancio del giavellotto | Adriana Vilagoš  | 60,22 m | Julia Valtanen        | 56,24 m | Karyna Butkevič            | 56,20 m |